# Constantin von Ettingshausen
Constantin von Ettingshausen, född 16 juni 1826 i Wien, död 1 februari 1897 i Graz, var en österrikisk friherre, botaniker och paleontolog. Han var son till Andreas von Ettingshausen och far till Albert von Ettingshausen.
Ettingshausen anställdes 1850 såsom paleobotaniker vid Geologische Reichsanstalt i Wien. År 1854 blev han professor i botanik och medicinsk naturalhistoria vid Josephsakademien i Wien och utbytte sedermera denna plats mot en liknande befattning vid universitetet i Graz.
Han utgav en stor mängd arbeten över fossila växter från olika formationer – i synnerhet från den tertiära – samt behandlade därjämte i flera arbeten bladens nervatur hos ormbunkarna och flera av de högre växtfamiljerna. De senare arbetena är illustrerade med en stor mängd planscher och figurer, som är åstadkomna genom så kallat natursjälvtryck (fysiotypi) och vilka, till följd av att de fullkomligt naturtroget återger bladskelettets byggnad, är av stort värde vid bestämning av fossila växter. 
Störst av dessa arbeten är det i förening med Alois Pokorny utgivna Physiotypia plantarum austriacarum (1856–1873; med 500 tavlor i stor folio, som innefattar nära 600 arter i natursjälvtryck). Viktigast torde emellertid vara Die Farnkräuter der Jetztwelt (1865; med 180 tavlor i natursjälvtryck). Arbeten av samma slag är vidare Die Blattskelette der Dikotyledonen (1861; med 95 tavlor och 276 fysiotypier i texten) och Beiträge zur Kenntniss der Flächenskelette der Farnkräuter (1864; med 52 tavlor). Flertalet av Ettingshausens paleobotaniska arbeten infördes i av "Akademie der Wissenschaften" och "Geologische Reichsanstalt" i Wien utgivna publikationer. Tillsammans med John Starkie Gardner beskrev han en del av Englands eocena flora (i "Memoirs of the Palaeontographical Society").
Auktorsnamnet Ettingsh. kan användas för Constantin von Ettingshausen i samband med ett vetenskapligt namn inom botaniken; se Wikipediaartiklar som länkar till auktorsnamnet.